# Ескадрилья № 5
«Ескадрилья № 5» (інша назва «Війна починається») — український радянський пропагандистський фільм 1939 року режисера Абрама Роома за сценарієм Йосифа Прута.

## Сюжет
Дія відбувається в умовах передбачуваної війни. Радянська розвідка перехоплює наказ вищого командування фашистської Німеччини про перехід радянського кордону. На бомбардування німецьких аеродромів вилітає загін радянських літаків, серед яких — ескадрилья № 5. Попри успішне виконання завдання, фашистам вдається підбити два радянських літаки. Майор Гришін і капітан Нестеров на парашутах спускаються на територію ворога. Захопивши німецьку форму одягу, вони випадково зустрічаються з групою німецьких антифашистів…

## Творча група
- Автор сценарію: Йосиф Прут
- Режисер: Абрам Роом
- Оператор: Топчій Микола Павлович
- Композитор: К. Данькевич